# Volkswagen Beetle (A5)

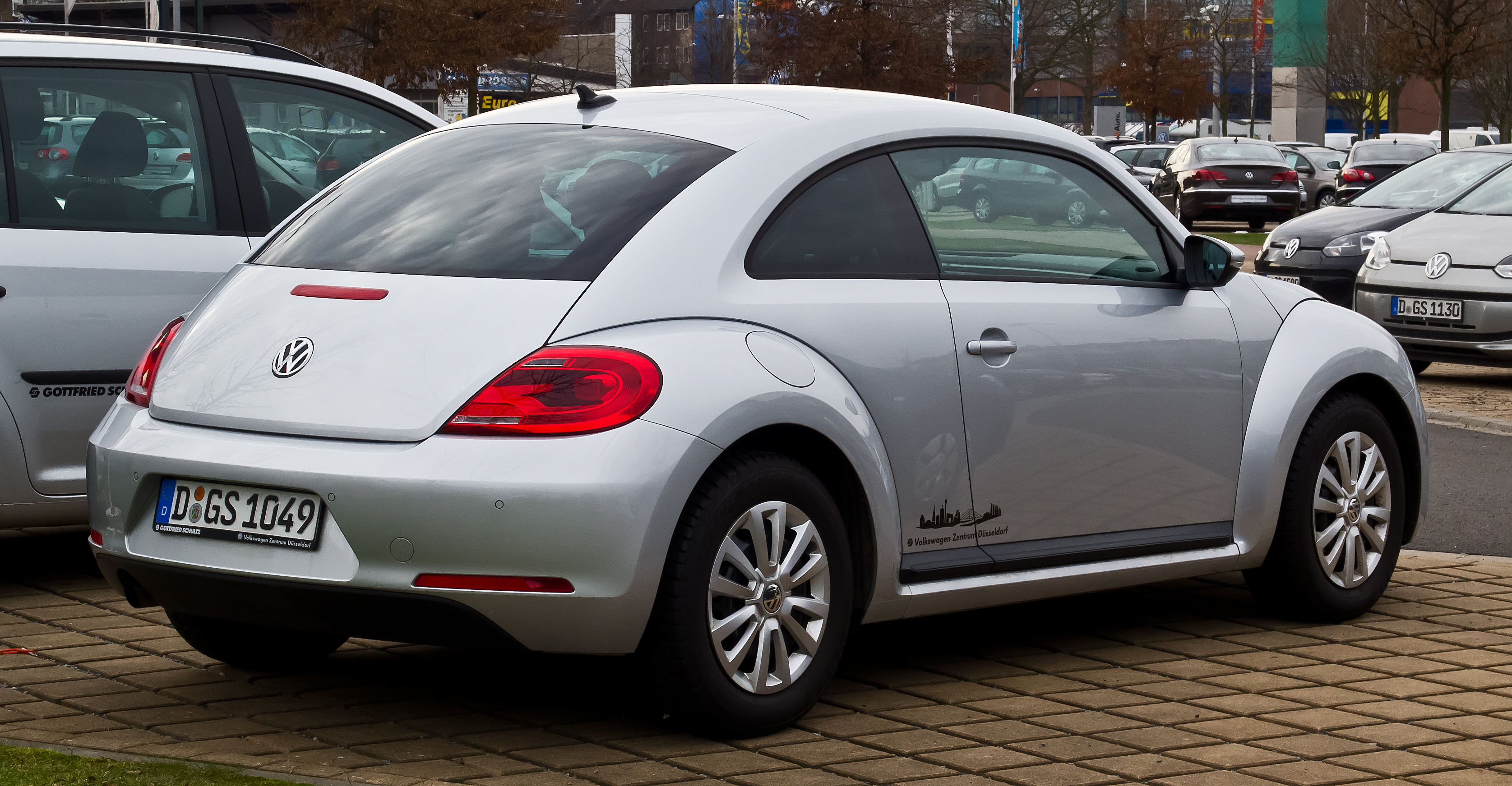
Вид сзади

Volkswagen Beetle — компактный автомобиль, который производился и продавался компанией Volkswagen с 2011 года по июль 2019. Похож на своего предшественника Volkswagen New Beetle, в частности, дизайн автомобиля также во многом роднит его со своим далеким предком - оригинальным Volkswagen Beetle. Beetle больше, чем New Beetle (на 149 мм длиннее) и базируется на платформе A5 (PQ35) наряду с Volkswagen Jetta. Кроме того, высота меньше на 12 мм чем у предшественника, а ширина - на 84 мм больше. Объем багажника тоже увеличился (310 л. против 209 л.). Второе поколение Beetle производится на заводе Volkswagen в Пуэбла, Мексика, там же, где и Volkswagen Jetta. Следом вышла версия Beetle R.
С конца сентября 2013 года автомобиль продавался в России.
10 июля 2019 с конвейера мексиканского филиала в Пуэбла сошёл последний экземпляр модели Volkswagen New Beetle. В этот день была завершена сборка специальной партии этих автомобилей, причём последнего из них было решено отправить в музей.

## Появление
22 ноября 2010 года в заключительном эпизоде Шоу Опры Уинфри, Опра Уинфри и Volkswagen объявили о том, что каждый член аудитории в этот день получит одну из моделей автомобиля после его выхода в 2011 году. Персонал Volkswagen дал зрителям свои особые ключи от автомобиля.
Чтобы отпраздновать глобальное появление, Volkswagen в партнерстве с MTV дебютировали автомобиль на трех континентах 18 апреля. Оно началось в Шанхае, а затем в Берлине и Нью-Йорке.
18 апреля 2011 года, модель 2012 года была представлена как Volkswagen Beetle, опустив слово "New" из его названия. Автомобиль дебютировал на Автосалоне в Шанхае и в Нью-Йорке.

## E-Bugster
Гибридная версия Beetle была показана сначала на Пекинском, а затем и на Московском автосалоне 2012 года. Автомобиль имеет асинхронный электромотор мощностью 85 кВ и литий-ионный аккумулятор ёмкостью 28,3 кВт•ч, расположенный посередине. На нём автомобиль способен проехать до 180 км, зарядка на специальной станции, по словам компании, занимает около 35 минут. До 100 км/ч E-Bugster разгоняется за 11 секунд. Volkswagen не сообщали, будет ли продаваться автомобиль.

## Кабриолет
Первые изображения версии кабриолет были показаны Volkswagen в октябре 2012 года. Beetle Cabrio был представлен в конце ноября 2012 года на автосалоне в Лос-Анджелесе. Кабриолет отличается от хетчбэка только складной крышей, которая раскрывается за 10 секунд. Заказы компания начала принимать сразу после представления автомобиля.

## Beetle Turbo Black

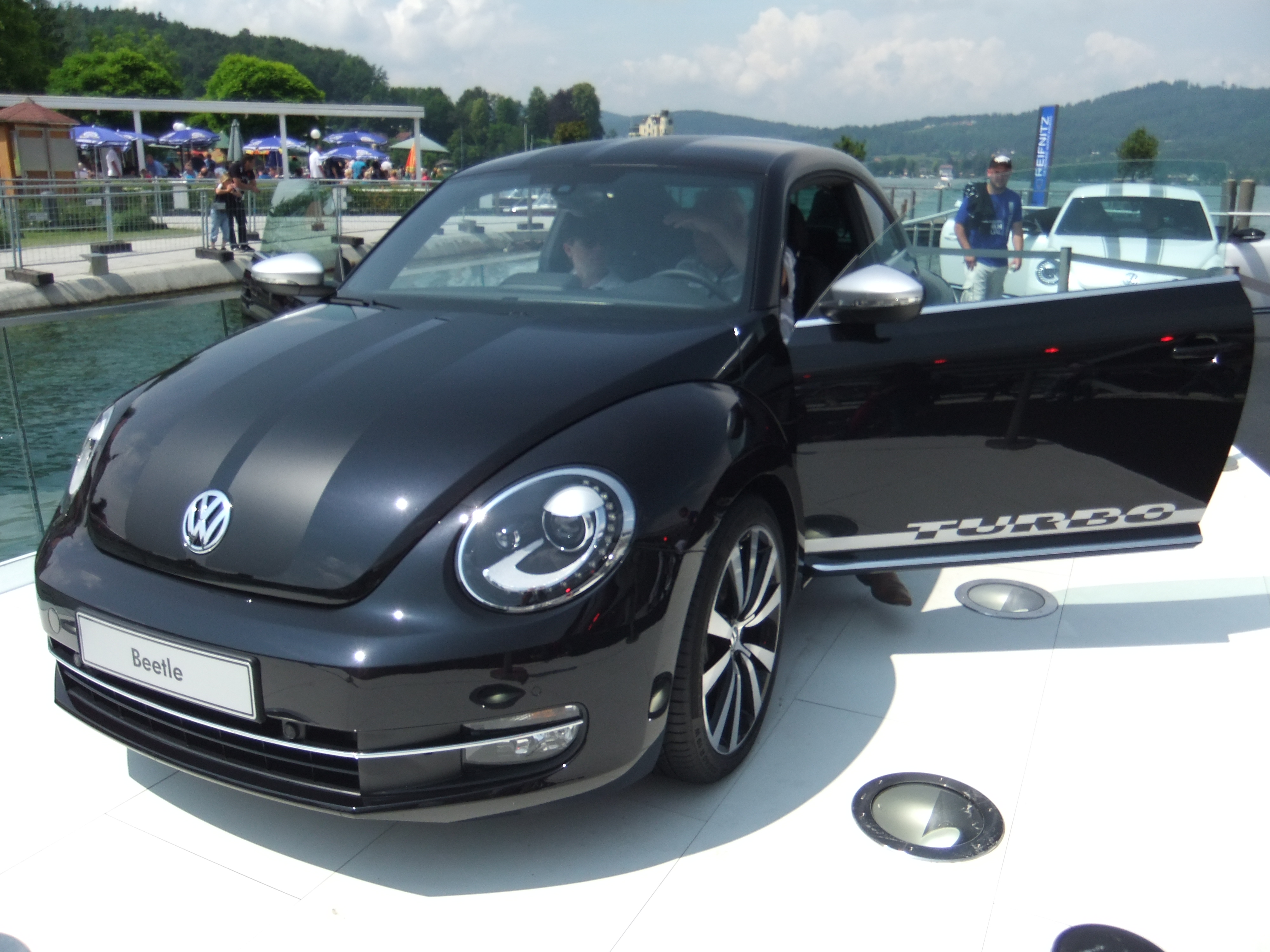
Beetle Turbo Black

Первым специальным выпуском был Beetle Turbo Black 2012 года. Модификация будет ограничена до 600 автомобилей на рынке США. Beetle Turbo Black был впервые показан на 30-й ежегодной выставке Wörthersee Treffen в июне 2011 года в Рейфнице, Австрия. Он был расположен на плавучей витрине у входа на выставку.
Также существует электрическая версия Beetle, называемая E-Bugster, которая была показана в 2012 году на Североамериканском международном автосалоне. В отличие от других новых жуков, E-Bugster 2-местный, а не в конфигурации 2+2.

## Beetle Dune
На Североамериканском автосалоне в Детройте 2014 года была представлена «внедорожная» версия Beetle — Dune. Автомобиль отличается изменёнными бамперами, накладками на пороги, колёсами и увеличенным дорожным просветом. Volkswagen не сообщали, будет ли выпущен автомобиль в производство или нет.